# Стасов Володимир Васильович
Володи́мир Васи́льович Ста́сов (рос. Владимир Васильевич Стасов; 2 (14) січня 1824, Санкт-Петербург — 10 (23) жовтня 1906, Санкт-Петербург) — російський музичний та художній критик, публіцист, історик мистецтва. Друкувався у понад п'ятдесяти іноземних та вітчизняних виданнях. Був знайомий з багатьма видатними діячами літератури й мистецтва свого часу. Автор численних розвідок, статей, нотаток, присвячених творчості Марка Антокольського, Михайла Глінки, Івана Крамського, Іллі Рєпіна та інших.

## Родина
Син архітектора Василя Петровича Стасова. Старша сестра Володимира, Надія (1822—1895) була видатною громадською діячкою, молодший брат Дмитро (1828—1918) — видатним адвокатом.